# Binh đoàn 15, Bộ Quốc phòng (Việt Nam)
Binh đoàn 15  trực thuộc Bộ Quốc phòng Việt Nam là một đơn vị kinh tế quốc phòng của Quân đội nhân dân Việt Nam. Binh đoàn có tên giao dịch kinh tế là Tổng công ty 15. Đóng quân trên địa bàn 4 tỉnh Gia Lai, Quảng Ngãi, Quảng Trị, Đắk Lắk. Binh đoàn 15 thực hiện nhiệm vụ phát triển kinh tế gắn với xây dựng thế trận an ninh– quốc phòng vùng biên giới phía bắc Tây Nguyên; giúp Bạn Lào, Campuchia xây dựng cụm bản và hệ thống chính trị cơ sở. Sản phẩm truyền thống của đơn vị là mủ cao su, cà phê và thóc lúa.

## Cơ cấu tổ chức

### Bộ Tư lệnh
- Tư lệnh - Phó Bí thư Đảng ủy: Thiếu tướng Hoàng Văn Sỹ
- Phó Tư lệnh - Bí thư Đảng ủy: Đại tá Khuất Bá Cao
- Phó Tư lệnh - Tham mưu trưởng: Đại tá Trần Ngọc Hải
- Phó Tư lệnh: Đại tá Nguyễn Hồng Lam

### Các cơ quan
- Phòng Tham mưu, Trưởng phòng: Đại tá Đỗ Xuân Tùng
- Phòng Chính trị, Chủ nhiệm: Đại tá Đặng Quang Dũng
- Phòng Hành chính - Hậu cần, Chủ nhiệm: Đại tá Phạm Văn Cơ
- Phòng Kỹ thuật - Công nghệ, Trưởng phòng: Đại tá Ngô Quyết Tâm
- Phòng Tài chính - Kế toán, Trưởng phòng: Trung tá Nguyễn Đăng Khoa
- Phòng Kế hoạch - Kinh doanh, Trưởng phòng: Trung tá Nguyễn Văn Tuy
- Phòng Tổ chức Lao động, Trưởng phòng: Đại tá Hà Trọng Bảo
- Văn phòng Bộ Tư lệnh, Chánh Văn phòng: Đại tá Nguyễn Mạnh Cường
- Thanh tra Binh đoàn, Chánh Thanh tra: Thượng tá Lại Tuấn Hoàn
- Cơ quan Điều tra hình sự, Trưởng Cơ quan: Trung tá Ngô Đức Việt
- Kiểm soát viên Binh đoàn: Thượng tá Nguyễn Đình Thanh

### Các đơn vị
1. Công ty TNHH một thành viên 72
- Địa chỉ: Ia Nan, Gia Lai
- Giám đốc: Thượng tá Phạm Xuân Tri
- Bí thư Đảng ủy: Đại tá Nguyễn Chí Kiên

2. Công ty TNHH một thành viên 74
- Địa chỉ: Ia Dơk, Gia Lai
- Giám đốc: Đại tá Đậu Thiện Lương
- Bí thư Đảng ủy: Đại tá Hà Văn Nam

3. Chi nhánh Công ty 75 Công ty TNHH một thành viên Tổng công ty 15
- Địa chỉ: Ia Krêl, Gia Lai
- Giám đốc: Trung tá Dương Kim Tuấn
- Bí thư Đảng ủy: Đại tá Trần Công Đức

4. Công ty TNHH một thành viên 78
- Địa chỉ: Mô Rai, Quảng Ngãi
- Giám đốc: Đại tá Nguyễn Trường Vinh
- Bí thư Đảng ủy: Đại tá Nguyễn Văn Mười

5. Công ty Cổ phần xây dựng 711
- Địa chỉ: Thống Nhất, Gia Lai
- Giám đốc: Thượng tá Nguyễn Hồng Thiện

6. Công ty TNHH một thành viên 715
- Địa chỉ: Ia O, Gia Lai
- Giám đốc: Thượng tá Huỳnh Xuân Phước
- Bí thư Đảng ủy: Đại tá Hoàng Đức Tỏa

7. Chi nhánh 716 Công ty TNHH một thành viên Tổng công ty 15
- Địa chỉ: Ia Đak, Quảng Ngãi
- Giám đốc: Trung tá Hoàng Văn Quyết
- Bí thư Đảng ủy: Thượng tá Hoàng Xuân Thắng

8. Công ty TNHH một thành viên 732
- Địa chỉ: Sa Loong, Quảng Ngãi
- Giám đốc: Thượng tá Nguyễn Xuân Chung
- Bí thư Đảng ủy: Đại tá Phan Văn Phú

9. Công ty TNHH một thành viên Bình Dương
- Địa chỉ: Ia Tôr, Gia Lai
- Giám đốc: Trung tá Nguyễn Cảnh Quang
- Bí thư Đảng ủy: Thượng tá Lê Đức Toàn

10. Đoàn Kinh tế - Quốc phòng 385
- Địa chỉ: tỉnh Atapư, Cộng hòa Dân chủ Nhân dân Lào
- Đoàn trưởng: Thượng tá Cù Đức Mậu
- Chính ủy: Đại tá Nguyễn Thành Chung

11. Đoàn Kinh tế - Quốc phòng 79
- Địa chỉ: Kim Ngân, Quảng Trị
- Đoàn trưởng: Trung tá Hoàng Văn Việt
- Chính ủy: Thượng tá Trần Văn Hưng

12. Trung Đoàn Kinh tế - Quốc phòng 710
- Địa chỉ: Ia Mơr, Gia Lai
- Trung đoàn trưởng: Trung tá Vũ Bá Thiết
- Chính ủy: Thượng tá Lê Thanh Tùng

13. Trường Cao đẳng Nghề số 21
- Địa chỉ: Thống Nhất, Gia Lai
- Hiệu trưởng: Trung tá Nguyễn Xuân Hiển
- Bí thư Đảng ủy: Thượng tá Vũ Thanh Thế

14. Bệnh viện Quân y 15
- Địa chỉ: Thống Nhất, Gia Lai
- Giám đốc: Thượng tá - BSCKII Phạm Xuân An
- Bí thư Đảng ủy: Thượng tá Nguyễn Anh

15. Nhà máy Vi sinh
- Địa chỉ: Ia Hrung, Gia Lai
- Giám đốc: Thiếu tá Nguyễn Xuân Hiệp

16. Xí nghiệp Khảo sát Thiết kế
- Địa chỉ: Thống Nhất , Gia Lai
- Giám đốc: Trung tá Đinh Văn Minh

17. Khách sạn Bình Dương
- Địa chỉ: 493 An Dương Vương, Quy Nhơn Nam, Gia Lai
- Giám đốc: Trung tá Nguyễn Thị Hường

18. Chi nhánh phía Bắc
- Địa chỉ: số 26 Ngõ Thông Phong, quận Đống Đa, Hà Nội
- Giám đốc: Thiếu tá Lê Văn Hoàng

19. Chi nhánh phía Nam
- Địa chỉ: số 15K Phan Văn Trị, quận Gò Vấp, thành phố Hồ Chí Minh
- Giám đốc: Trung tá Hoàng Anh Chính

20. Phân xưởng Chế biến gỗ cao su - Chi nhánh Tổng công ty 15
- Địa chỉ: Bàu Cạn , Gia Lai
- Giám đốc: Thiếu tá Nguyễn Quốc Huy

21. Trại sản xuất giống

## Khen thưởng
1. Danh hiệu Anh hùng lực lượng vũ trang nhân dân trong thời kỳ đổi mới (2003)
2. Huân chương Chiến công hạng Ba (2000)
3. Huân chương Lao động hạng Nhất (2015), hạng Nhì (2013), hạng Ba (2021)
4. Huân chương Bảo vệ Tổ quốc hạng Nhất (2025), 02 Huân chương Bảo vệ Tổ quốc hạng Nhì (2009, 2019)
5. Huân chương Anh dũng hạng Nhì (do Nhà nước Cộng hòa dân chủ nhân dân Lào trao tặng năm 2023)

## Bê bối
Ngày 09/3/2020, Cơ quan điều tra của Bộ Quốc phòng đã tống đạt quyết định bắt tạm giam và khám xét nhà riêng của Đại tá Đỗ Văn Sang - nguyên Phó Tư lệnh, Tham mưu trưởng Binh đoàn 15,  Đại tá Phạm Văn Giang - nguyên Giám đốc Công ty 72, Binh đoàn 15 để điều tra hành vi vi phạm quy định về quản lý, sử dụng tài sản Nhà nước gây thất thoát, lãng phí. Trong thời gian còn tại vị, hai cá nhân trên đã vi phạm nguyên tắc tài chính khi tự ý quyết định giá trần mua cây giống cao su hơn 12 tỷ đồng, thiếu trách nhiệm khi bỏ nhiều tiền mua đất ở Campuchia nhưng lại mua trên bản đồ, không đi thực tế dẫn đến việc canh tác của Công ty không hiệu quả không, nhiều khả năng mất hàng nghìn ha đất.
Kỳ họp 48 Ủy ban Kiểm tra Trung ương từ ngày 9 đến 11-9/2020 tại Hà Nội đã quyết định cách chức, cảnh cáo một số nguyên lãnh đạo Binh đoàn 15.
Xem xét báo cáo của Ban thường vụ Quân ủy trung ương về đề nghị thi hành kỷ luật đảng viên, Ủy ban Kiểm tra Trung ương nhận thấy một số nguyên lãnh đạo Binh đoàn 15 vì đã có vi phạm, khuyết điểm trong lãnh đạo, chỉ đạo, tổ chức thực hiện nhiệm vụ sản xuất kinh doanh; mua sắm tài sản, trang thiết bị; thực hiện dự án đầu tư và quản lý, sử dụng đất đai của đơn vị. Ủy ban Kiểm tra Trung ương quyết định thi hành kỷ luật:
1. Cách chức Phó Bí thư Đảng ủy Binh đoàn 15 nhiệm kỳ 2010 - 2015 đối với Thiếu tướng Nguyễn Xuân Sang - nguyên Phó Bí thư Đảng ủy, nguyên Tư lệnh Binh đoàn 15. 
2. Cảnh cáo Thiếu tướng Đặng Anh Dũng - nguyên Phó Bí thư Đảng ủy, nguyên Tư lệnh Binh đoàn 15; Thiếu tướng Nguyễn Duy Ngọ - nguyên Bí thư Đảng ủy, nguyên Chính ủy Binh đoàn 15.
3. Khiển trách Đại tá Đường Công Luận, nguyên Ủy viên Ban Thường vụ Đảng ủy, nguyên Phó Tư lệnh Binh đoàn 15; Đại tá Trần Quang Hùng - nguyên Phó Bí thư Đảng ủy, nguyên Giám đốc Công ty 74; Đại tá Đỗ Vinh Quốc - nguyên Bí thư Đảng ủy, nguyên Phó Giám đốc Công ty Bình Dương, Binh đoàn 15.

## Tư lệnh qua các thời kỳ
- Thiếu tướng Nguyễn Hải (02/1985 - 10/1994)
- Thiếu tướng Hà Thiệu (11/1994 - 02/1999)
- Thiếu tướng Nguyễn Xuân Sang (3/1999 - 9/2012)
- Thiếu tướng Đặng Anh Dũng (9/2012 - 9/2018)
- Thiếu tướng Hoàng Văn Sỹ (10/2018 đến nay)

## Phó Tư lệnh Chính trị, Chính ủy qua các thời kỳ
- Đại tá Dương Đình Chính (02/1985 - 11/1987)
- Thiếu tướng Lê Lung (12/1987 - 8/1994)
- Thiếu tướng Nguyễn Xuân Sang (02/1995 - 9/1999)
- Thiếu tướng Nguyễn Duy Ngọ, Phó Tư lệnh Chính trị (3/1999 - 4/2006), Chính ủy (2006 - 2016)

## Bí thư Đảng ủy Binh đoàn qua các thời kỳ
- Đại tá Dương Đình Chính (02/1985 - 11/1987)
- Thiếu tướng Lê Lung (12/1987 - 8/1994)
- Thiếu tướng Nguyễn Hải (9/1994 - 10/1994)
- Thiếu tướng Hà Thiệu (11/1994 - 02/1999)
- Thiếu tướng Nguyễn Xuân Sang (3/1999 - 12/2005)
- Thiếu tướng Nguyễn Duy Ngọ (11/2005 - 5/2016)
- Đại tá Nguyễn Đức Thành (6/2016 - 01/2018), Phó Chính ủy (2013 - 5/2016)
- Đại tá Hoàng Ngọc Thành (4/2018 - 10/2020)
- Đại tá Khuất Bá Cao (12/2020 đến nay)

## Phó Tư lệnh, Tham mưu trưởng qua các thời kỳ
- Thiếu tướng Nguyễn Doãn Não (1993 - 2005)
- Đại tá Hoàng Duy Chân (2005 - 2012)
- Đại tá Lê Xuân Phương (2016 - 10/2023)
- Đại tá Trần Ngọc Hải (07/2024 đến nay)

## Phó Tư lệnh, Phó Chính ủy qua các thời kỳ
- Đại tá Nguyễn Công Sỏi (1985 - 1988)
- Đại tá Nguyễn Tháo (1985 - 1991)
- Đại tá Nguyễn Liên (1988 - 1994)
- Đại tá Cao Văn Chính (1993 - 2002)
- Đại tá Nguyễn Lĩnh Loan (1995 - 2005)
- Đại tá Đường Công Luận (2002 - 2014)
- Đại tá Lã Văn Mùi (Phó Chính ủy 2006 - 2012)
- Đại tá Nguyễn Thanh Xuân (2006 - 2014)
- Đại tá Hoàng Sỹ Chung (12/2013 - 8/2023)
- Thượng tá Nguyễn Hồng Lam (10/2023 đến nay)